# Skillbox
Skillbox (Скиллбо́кс, дословно — «Коробка навыков») — российская компания, работающая в сфере онлайн-образования, основанная в 2016 году, входит в образовательный холдинг Skillbox Holding Limited.
Одна из ведущих компаний в сфере онлайн-обучения. В 2019, 2021 и 2022 годах компания занимала первые места в рейтингах компаний, которые занимаются обучением профессиям, связанными с цифровой экономикой.

## История
Образовательная платформа Skillbox была запущена в 2016 году. Компанию основали Игорь Коропов (1989-2020) и Дмитрий Крутов. Позже к ним присоединились Андрей Анищенко и Сергей Попков. Генеральным директором компании с момента основания является Дмитрий Крутов.
В феврале 2019 года Mail.Ru Group приобрела 3 % компании, затем в марте увеличила долю до 10,33 %, и, наконец, до 60,33 % в декабре того же года. Согласно годовому отчёту Mail.Ru Group, контрольный пакет компании обошёлся ей в 1,6 млрд руб.
В октябре 2020 года Mail.Ru Group увеличила свою долю в компании до 70 %.
В ноябре 2020 года сооснователь платформы Игорь Коропов погиб в Сочи.
В августе 2021 года Mail.ru Group создала образовательный холдинг Skillbox Holding Limited на базе платформ Skillbox и GeekBrains и привлекла в качестве инвестора предпринимателя Александра Галицкого, фонду которого принадлежит 14,21% холдинга, доля VK (Mail.ru Group) составила 50,06%, основателям платформы в 2021 году принадлежали 22,72% акций, 13% зарезервированы для долгосрочной программы мотивации сотрудников.

## Деятельность
Через год после запуска платформы, в 2017 году, выручка Skillbox составила 59 млн руб., а чистая прибыль – 26 млн руб. В 2018 году Skillbox заработала более 350 млн руб., только за  декабрь 2018 года выручка компании составила 79 млн руб.
В 2019 году выручка Skillbox составила порядка 1 млрд рублей. В 2020 году выручка Skillbox выросла на 249% по сравнению с 2019 годом и составила 3,9 млрд рублей.
В 2021 году выручка холдинга Skillbox составила 10,4 млрд руб. по отчётности МСФО. В том же году компания стала первой российской EdTech-компанией, которая открыла офлайн-точки продаж и дистрибуции.
С августа 2021 года платформа входит в Skillbox Holding Limited — международный образовательный холдинг, в составе которого также GeekBrains, SkillFactory, Lerna, Mentorama. Холдинг работает с пользователями по всему миру. По итогу первого квартала 2022 года на платформах холдинга зарегистрировано 10,8 млн пользователей.
В июне 2022 года компания предлагала порядка 780 образовательных программ: программы по обучению новым профессиям, курсы дополнительного профессионального образования, а также онлайн-программы высшего и бизнес-образования вместе с крупнейшими университетами страны и корпоративное обучение для бизнеса.
Skillbox работает на базе собственной платформы для онлайн-обучения. Сервис предлагает асинхронный формат обучения, то есть заранее записанные учебные видеоматериалы. В мае 2022 года компания открыла первую офлайн-школу в Краснодаре.

## Репутация и рейтинги
В апреле 2022 года компания заняла первое место в рейтинге качества организации обучения EdTech-компаний в сегменте ДПО.
По итогам 2021 года компания заняла первое место в рейтинге крупнейших EdTech-компаний исследовательского агентства Smart Ranking и РБК.
В 2020 году в рейтинге топ-10 крупнейших EdTech-компаний, составленном РБК, Skillbox переместилась на 2-е место.
В ноябре 2019 года РБК включил компанию в рейтинг 35-и крупнейших EdTech компаний России, поставив Skillbox на 6-е место.
Согласно результатам исследования «Интерфакс Академии» в 2019 году Skillbox занял первое место в рейтинге по занимаемой доле рынка.
Общая сумма исков от пользователей, столкнувшихся с нежеланием компании расторгать договор и возвращать деньги за некачественные или неоказанные услуги, на июнь 2022 года составила 22,6 миллионов рублей. Претензии о качестве обучения на платформе в основном касаются того, что преподаваемая информация тривиальна и легко находится в поисковике, а обратная связь с кураторами затруднена.

## Награды и премии
«Премия Рунета» в номинации «Образование и кадры» — 2018, 2020 годы.
«Премия Рунета» в номинации «Наука, технологии и инновации» — 2019, 2021 годы.
«Эффективное образование» — 2021 год.

## Обучающие программы
В феврале 2019 года онлайн-университет предлагал около 50 образовательных программ по таким направлениям как дизайн, программирование, маркетинг и менеджмент. В декабре 2019 года Skillbox предлагала уже более 100 программ по тем же направлениям. В 2020 году выделилось новое направление — «Игры». В онлайн-университете есть возможность как обучиться профессии с нуля, так и усилить компетенции в специальности с помощью курсов. Свои программы компания разрабатывает совместно с 70-ю отраслевыми партнёрами. Особенность обучения состоит в том, что Skillbox также помогает студентам найти работу или стажировку. По данным на июль 2020 года, у Skillbox было 260 курсов, в образовательной системе было зарегистрировано более 70 тысяч студентов.
В августе 2020 года Skillbox в сотрудничестве c РАНХиГС запустили онлайн-бакалавриат по специальности «Data Science & Machine Learning».
В феврале 2021 года компания запустила онлайн-магистратуру совместно с Институтом экономики, математики и информационных технологий (ЭМИТ) РАНХиГС. Первая магистерская программа открылась по направлению «Прикладная информатика», профиль — «Разработка компьютерных игр». В том же году совместно с МПГУ Skillbox запустил программу «Проектирование образовательного опыта» для магистров.
В 2021 году Skillbox совместно с Высшей школой менеджмента СПбГУ запустил программу MBA.
С августа 2021 года на платформе Skillbox также стало возможно изучать английский язык. Также в августе 2021 года компания запустила направление «Психология».
С 1 сентября 2021 года на платформе стали доступны курсы по философии, астрономии, литературе, биологии и истории в рамках направления «Общеобразовательные предметы».
В 2021 году компания предлагала более 560 образовательных продуктов, в 2022 году количество курсов увеличено до 780.